# Mesogonia braccatula
Mesogonia braccatula är en insektsart som först beskrevs av Jacobi 1905.  Mesogonia braccatula ingår i släktet Mesogonia och familjen dvärgstritar. Inga underarter finns listade i Catalogue of Life.